# Michele Perriera
Michele Perriera est un écrivain et metteur en scène italien né à Palerme le 1er août 1937 et mort à Cefalù le 11 septembre 2010. Il est l'un des fondateurs du Gruppo 63.

## Biographie
Né à Palerme, Perriera participe à la vie culturelle de sa ville natale en participant à la création du mouvement littéraire avant-guardiste Gruppo 63 à 26 ans. Il publie des fictions et romans, dont La principessa Montalo (1963), Il romboide (1969), Il piano segreto (1984), A presto (1990), Delirium cordis (1995) et Finirà questa malìa” (2004), La Casa (2007) et une autobiographie (Romanzo d'amore) (2002). 
Il écrit également dans le journal L'Ora. 
Il est également dramaturge, monte ses propres pièces et met en scène Shakespeare, Ionesco, Chekhov, Feydeau, Durrenmatt et Beckett. Il crée sa compagnie de théâtre et son école, nommées Teatès. Ses cours sont fréquentés par la photographe Letizia Battaglia et par la future metteuse en scène Emma Dante
De janvier 1997 à décembre 2005, il dirige l'école de théâtre de Marsala.
À partir de 1994, il dirige une collection sur le théâtre pour les éditions Sellerio. 
En 2006, il reçoit le Premio della Critica Teatrale. 